# Erebia lefebvrei
La montañesa azabache (Erebia lefebvrei) es un lepidóptero ropalócero de la familia Nymphalidae. E. lefebvrei Boisduval 1828.

## Distribución
Habita diferentes zonas de la cordillera Cantábrica y los Pirineos. En España se encuentra a Picos de Europa, Sierra de la Demanda, puerto de Benasque, Puigmal y Pico de Finestrelles; en Francia vive desde los Pirineos Atlánticos hasta los montes Carlit y Canigó. Entre 1700 y 2700 metros de altitud.

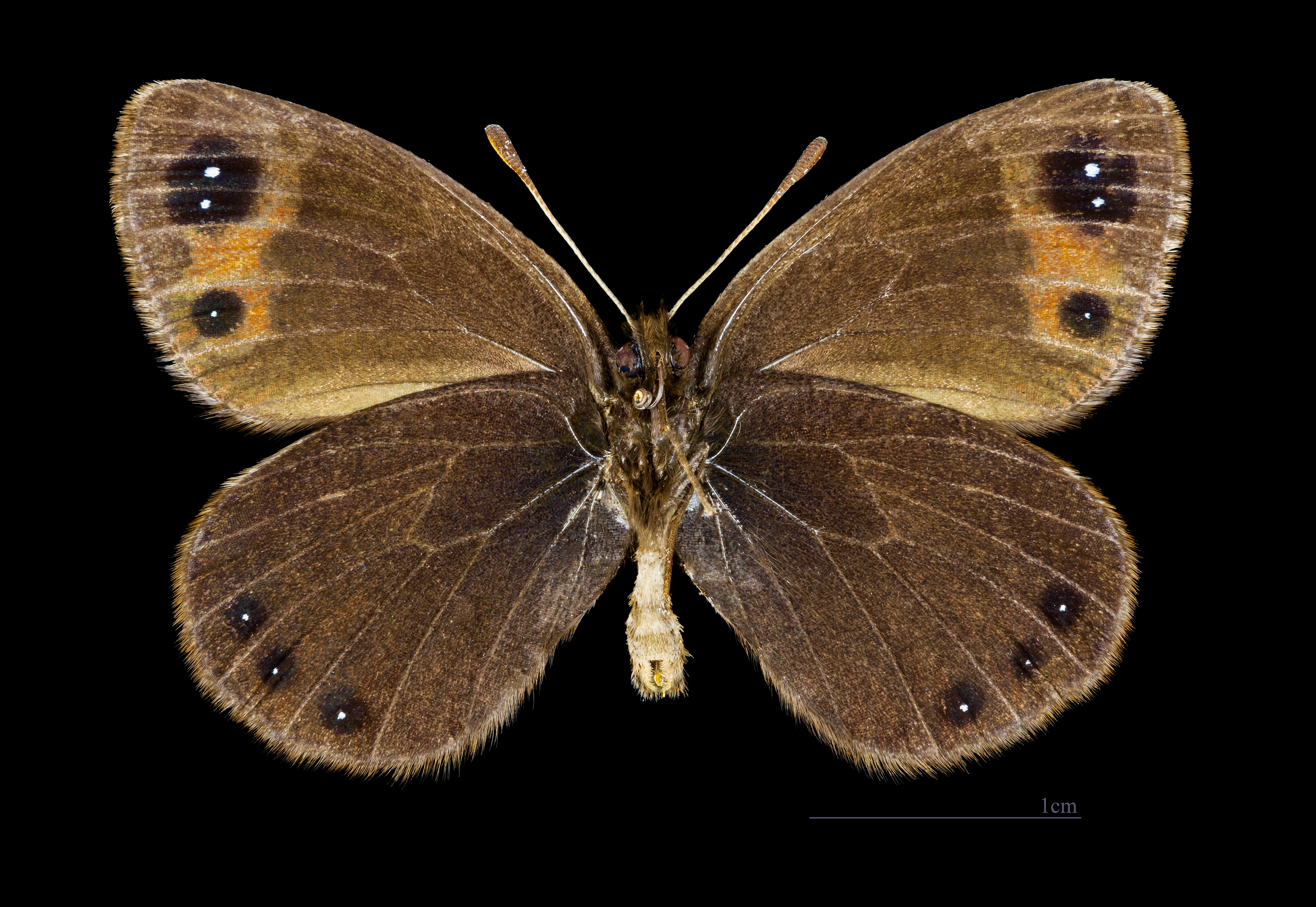
Erebia lefebvrei
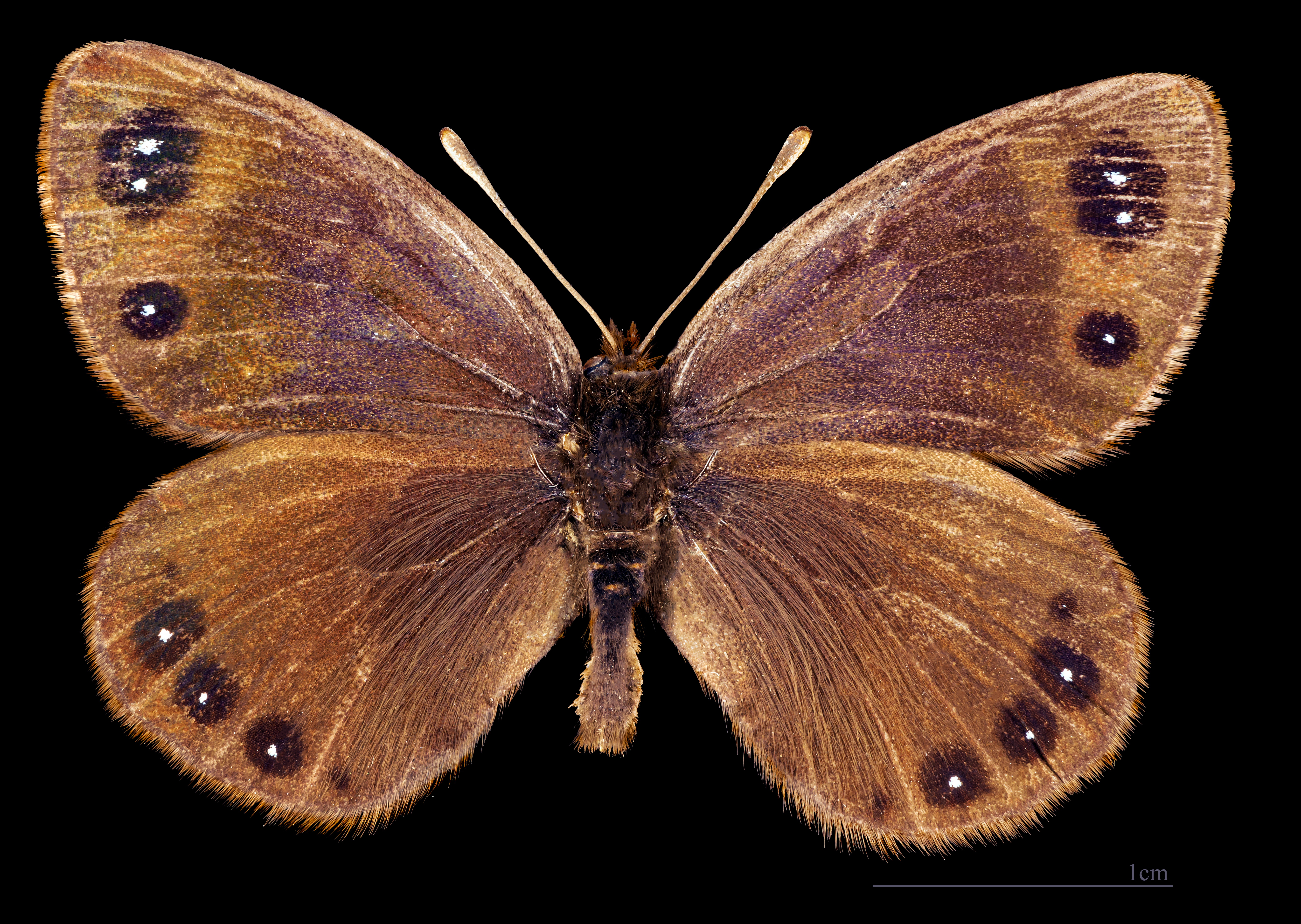
Erebia lefebvrei △

## Hábitat
Zonas calcáreas, muy inclinadas, bordeadas por áreas herbosas; análogamente, también otras zonas rocosas. 
La oruga se alimenta probablemente de gramíneas del género Festuca y Poa.

## Período de vuelo e hibernación
Es univoltina, vuela en una generación al año, entre finales de junio y finales de agosto, según la altitud y la localidad. Hiberna como oruga durante dos años.

## Comportamiento
Vuela cerca de las rocas y a menudo se para a reposar. Pone los huevos individualmente.